# Хазер, Рафаэль
Рафаэль Хазер (нем. Raphael Haaser; род. 17 сентября 1997, Инсбрук) — австрийский горнолыжник, чемпион мира 2025 года в гигантском слаломе. Специализируется в скоростных дисциплинах и гигантском слаломе. Участник зимних Олимпийских игр 2022 года.

## Карьера
Хазер выступает за лыжный клуб SV Achensee. Он принимает участие в гонках FIS с сентября 2013 года. Победитель Европейского зимнего юношеского олимпийского фестиваля 2015 года в слаломе и командных соревнованиях. На чемпионате мира среди юниоров 2017 года в Оре австриец выиграл серебро в супергиганте, а также бронзу в скоростном спуске. Год спустя, на чемпионате мира среди юниоров 2018 года в Давосе, он смог завоевать серебряную медаль в альпийской комбинации.
В Кубке Европы он впервые поднялся на подиум 12 декабря 2018 года, заняв 2-е место в супергиганте в Санкт-Морице. В этой же дисциплине он также одержал свою первую победу в Кубке Европы 12 февраля 2020 года в Селла-Невеа. Две недели спустя он дебютировал на этапе Кубка мира по горным лыжам - 29 февраля 2020 года в супергиганте Хинтерстодера он сразу же набрал свои первые очки, заняв 23-е место.
По итогам сезона Кубка Европы 2019/20 годов, заняв 1-е место в общем зачете супергиганта, он обеспечил себе место в австрийской сборной в этой дисциплине на сезон Кубка мира 2020/21 годов. В общем зачете он стал 2-м после норвежца Атле Ли Макграта. В сезоне 2020/2021 годов он также занял второе место в общем зачете Кубка Европы, уступив Максимилиану Ланштайнеру. В декабре 2021 года на трассе супергиганта в итальянском Бормио, впервые в карьере он поднялся на подиум этапа Кубка мира. 
На зимних Олимпийских играх 2022 года в Пекине, Хазер принял участие в трёх дисциплинах. В альпийской комбинации стал 7-м, в гигантском слаломе — 11-м, а в любимом супергиганте не добрался до финиша. 
На чемпионате мира 2023 года Рафаэль неожиданно выиграл бронзовую медаль в альпийской комбинации, всего через 24 часа после того, как этот же результат достигла его сестра Рикарда.
В сезоне 2023/24 занял третье место в зачёте супергиганта в Кубке мира. В общем зачёте Хазер стал 15-м.
На чемпионате мира 2025 года в Зальбахе 7 февраля Хазер завоевал серебро в супергиганте, уступив ровно секунду чемпиону Марко Одерматту. 14 февраля Хазер сенсационно выиграл золото в гигантском слаломе. В Кубке мира ранее Хазер никогда не поднимался выше 7-го места в этой дисциплине.

## Результаты на крупнейших соревнованиях

### Чемпионаты мира
| Чемпионат мира          | Скоростной спуск | Супергигант | Гигантский слалом | Слалом | Комбинация | Команды | Паралл. гигантский слалом |
| ----------------------- | ---------------- | ----------- | ----------------- | ------ | ---------- | ------- | ------------------------- |
| 2023 Куршевель/Мерибель | —                | 5           | 13                | —      | 3          | —       | —                         |
| 2025 Зальбах            | —                | 2           | 1                 | —      | —          | —       | н/д                       |

### Подиумы на этапах Кубка мира (5)
| № | Сезон   | Дата        | Место               | Дисциплина  | Место |
| - | ------- | ----------- | ------------------- | ----------- | ----- |
| 1 | 2021/22 | 29 дек 2021 | Бормио              | Супергигант | 2     |
| 2 | 2023/24 | 29 дек 2023 | Бормио              | Супергигант | 2     |
| 3 | 2023/24 | 28 янв 2024 | Гармиш-Партенкирхен | Супергигант | 2     |
| 4 | 2024/25 | 24 янв 2025 | Кицбюэль            | Супергигант | 2     |
| 5 | 2024/25 | 23 мар 2025 | Сан-Валли           | Супергигант | 2     |